# Gojko Polegubić
Gojko Polegubić (Banjevci, 28. siječnja 1955.), hrvatski pjesnik, esejist i kritičar. 

Gojko Polegubić rođen je 28. siječnja 1955. godine u Banjevcima, općina Stankovci. Završio je Srednju metalsku školu mehaničarskog smjera u Šibeniku, a u Zagrebu V. stupanj specijalizacije u centru „Nikola Tesla“. U Tvornici željezničkih vozila „Gredelj“ radio je kao mehaničar, referent, tehnolog, popisivač imovine. Sada je u mirovini. Član je Društva hrvatskih književnika od 1996. godine. Osim poezije piše eseje, osvrte, kritike i kratke priče. Objavljivao je u raznim časopisima: Marulić, Republika, Quorum, Forum, Hrvatsko slovo, Kana, Glas Koncila itd. Pjesme su mu prevođene na njemački jezik i uvrštene u nekoliko antologija i zbornika. Sudjelovao je na tri međunarodna festivala poezije. U rodnim Banjevcima s Borisom Savićem osnovao je „Kaduljin vijenac“, večeri poezije, gdje se okupljaju domaći i inozemni pjesnici. Redoviti je gost „Jutra poezije“, „Kulturnog četvrtka“ u Sesvetama, „Ljubičinih večeri“ u Samoboru, Hrvatskog radija i televizije.

Objavio je knjige pjesama:
- Iznad visina nema suvišnog, Zagreb, 1991.
- Makovi, Zagreb, 1995.
- Svjetlost juga, Šibenik, 1996.
- Nebesko smilje, Zagreb, 1999.
- Kornatske krune, Zagreb, 2006.
- Svetkovina blizine, Zagreb, 2012.
- U ljubičastom akvariju sjećanja, www.pjesnici-ane-horvat.net, 17. kolo, Zagreb, 2013.
- Pred Kamenitim vratima, Zagreb, 2019.

## Vanjske poveznice
- DHK  Arhivirana inačica izvorne stranice od 30. rujna 2019. (Wayback Machine)